# Jesús Ruiz Nestosa
Jesús Ruiz Nestosa es un escritor paraguayo, poeta y periodista representativo del panorama paraguayo. Además, es un fotógrafo aficionado.

## Infancia y juventud
Jesús Ruiz Nestosa (Asunción, 26 de junio de 1941). Contrajo matrimonio con la señora Carmiña Martínez Vierci, con quien tuvo un hijo: Ignacio

## Novelista
Escribió libros como Las Musarañas (novela), publicada por el Centro Editor de América Latina Buenos Aires - Argentina en el año 1973. "El Contador de Cuentos" (cuento), Ediciones Napa, Asunción en 1980. Con Ediciones Napa publica también Los Ensayos (novela) en Asunción en 1982. En 1995 escribe Diálogos prohibidos y circulares, publicado por Editorial El Lector en Asunción. En el año 2004, publicó en Asunción el libro La Generación De La Paz, publicado por Editorial El Lector.
Además ha escrito textos poéticos para composiciones musicales de Luis Szarán. Entre ellas "El Arco de Bronce" (oratorio inédito, 1977), "El Río", que fue estrenado en 1978, Cantata Rock Disidencias, estrenada en el año 1980 y "La Cruz del Sur", que fue estrenada en 1984. Juntamente con Luis Szarán publicó “Música en las Reducciones Jesuíticas”. “Colección de Instrumentos de Chiquitos”, Bolivia, 1996.
En 1999 se publicó su primer libro de poesía “Textos del reencuentro (conmigo mismo)”. Otra de sus novelas se denomina “La generación de la paz" y fue publicada por la editorial El Lector, de Paraguay.

## Poeta
Como poeta destacan los textos poéticos escritos para las composiciones musicales de Luis Szarán. Algunos de estos escritos son El Arco de Bronce, El Río, Cantata Rock Disidencias y La Cruz del Sur.

## Fotógrafo
Llevó a cabo sus estudios de fotografía en Nueva York, en el Rochester Institute of Technology en los años 1982 Máster en Bellas Artes en un programa denominado MFA 1983. Ha realizado numerosas exposiciones. La primera de ellas, en 1968. En el año 1992 el Museo de Arte Contemporáneo de Asunción organizó una muestra retrospectiva de su obra.
Realizó las fotografías para el libro “Un camino hacia la Arcadia”, que fue publicado en el año 1995, con motivo de la exposición de arte barroco paraguayo en Madrid. Hizo lo mismo para la muestra “Arte Barroco del Paraguay”, exposición organizada por la Seita de París en 1995.
Las fotografías en blanco y negro de Nestosa, representan los bellos y únicos paisajes urbanos de la ciudad de Asunción. Otras, registran las transformaciones del antiguo centro de Asunción, despoblado, en los amaneceres y durante el fin de semana.
Esto es lo que el autor dice de su obra: 
“Mis fotografías son en blanco y negro relatando el paisaje de Asunción. Ellas pretenden captar el espacio urbano que se va deteriorando a causa del crecimiento descontrolado de la ciudad, la apertura de avenidas y la creación de gasolineras que contribuyen a que el espacio urbano vaya borrando sus límites al tiempo que el lugar se llena de carteles publicitarios de proporciones gigantescas. De este modo se pierde el sentido normal de la escala humana”.
“Busco captar, además, -dice- la ambigüedad que surge, de manera espontánea, en dichos espacios ya sea por el encuentro de diferentes calles y los espacios falsos que se crean a través de los carteles y las señales de tránsito”.
“Las fotografías están tomadas habitualmente los domingos por la mañana, -continúa- de modo que no aparezca gente, pues de este modo se traduce un ambiente de soledad y abandono como resultado de esa pérdida de escala humana. Generalmente comienzo a trabajar después de las 9 de la mañana, de modo que el sol esté bien alto porque esta es la luz que caracteriza a nuestra ciudad: una luz muy fuerte y enceguecedora durante la mayor parte del año”. 
Jesús Ruiz Nestosa analizó sobre las cartografías que se encuentran ocultas dentro de la ciudad de Asunción. Fotografió lugares de la capital que sirvieron como hitos, puntos de referencia y lugares de cruce entre lo público y lo privado a lo largo de la historia, escenarios de la memoria y de la práctica social, sitial de monumentos que perdieron el aura. Ruiz Nestosa presentó estos sitios como: no lugares, zonas carentes de toda posibilidad de que pueda suceder una escena colectiva significativa, espacios intercambiables; anulados por la rentabilidad compulsiva y la ausencia de eficaces políticas urbanas.

## Exposiciones
Exposiciones realizadas por el autor
Individuales
- 1978 Piedras, Centro Cultural Juan de Salazar, Asunción, Paraguay.
- 1985 Ciclos, Centro Cultural Paraguayo-Americano, Asunción, Paraguay.
- 1992 Retrospectiva, Museo del Barro, Asunción, Paraguay.
- 1999 Centro Cultural San Martín, Buenos Aires, Argentina.

Colectivas
- 1990 El Lenguaje de la Luz, Museo de Bellas Artes, Asunción, Paraguay.
- 1998 Siete Fotógrafos del Paraguay, Dahau, Alemania.
- 1999 Bienal de Arte del MERCOSUR, Porto Alegre, Brasil.
- 2000 El Último Decenio, Museo de Arte Contemporáneo, Uruguay.
- 2001 Al Sur del Lugar, Museo de América, Madrid, España.
- 2002 Celebración de la Ciudad. XXV Bienal de São Paulo, São Paulo.
- 15 Artistas de la Bienal de São Paulo en el Museo de Arte Contemporáneo de Chile. Santiago, Chile.
- 2001 El Último Decenio - 21 Artistas Paraguayos. Centro de Artes.

Visuales, Museo de Asunción, Asunción, Paraguay
- Al Sur del Lugar. 11 Artistas del Paraguay. Centro Cultural de España, Asunción, Paraguay.
- Al Sur del Lugar. 11 Artistas del Paraguay. Museo de América, Madrid, España.
- Al Sur del Lugar. 13 Artistas de la Argentina.

## Periodista
Se inicia como periodista en 1961 en el diario La Mañana, periódico clausurado por el gobierno paraguayo ese mismo año. Más tarde ha trabajado en el periódico La Tribuna (de 1963 a 1966) y en el ABC Color, donde ha permanecido desde su creación en 1967 hasta la actualidad. Colabora en numerosas publicaciones, pero, sobre todo, en las de carácter cultural.